# Cazenovia (Nova York)
Cazenovia és una població dels Estats Units a l'estat de Nova York. Segons el cens del 2000 tenia 2.614 habitants.

## Demografia
Segons el cens del 2000, Cazenovia tenia 2.614 habitants, 943 habitatges, i 522 famílies. La densitat de població era de 642,8 habitants/km².
Dels 943 habitatges en un 25,6% hi vivien nens de menys de 18 anys, en un 43,5% hi vivien parelles casades, en un 9,5% dones solteres, i en un 44,6% no eren unitats familiars. En el 38,8% dels habitatges hi vivien persones soles el 20,7% de les quals corresponia a persones de 65 anys o més que vivien soles. El nombre mitjà de persones vivint en cada habitatge era de 2,17 i el nombre mitjà de persones que vivien en cada família era de 2,93.
Per edats la població es repartia de la següent manera: un 18,1% tenia menys de 18 anys, un 26,1% entre 18 i 24, un 19,9% entre 25 i 44, un 20,1% de 45 a 60 i un 15,8% 65 anys o més.
L'edat mediana era de 32 anys. Per cada 100 dones de 18 o més anys hi havia 67,9 homes.
La renda mediana per habitatge era de 43.611 $ i la renda mediana per família de 61.750 $. Els homes tenien una renda mediana de 45.662 $ mentre que les dones 30.893 $. La renda per capita de la població era de 23.424 $. Entorn del 2,8% de les famílies i el 7% de la població estaven per davall del llindar de pobresa.